# Оскар Табарес
О́скар Ва́шингтон Таба́рес Силва (на испански: Óscar Wáshington Tabárez Silva) е уругвайски футболен мениджър. Води уругвайския нац. отбор на четири световни първенства:Италия 1990, ЮАР 2010 , Бразилия 2014 и Русия 2018,с което се превръща в първия и засега единствен треньор,водил отбора си четири пъти на световно. През 1989 г. класира „урусите“ на финал за Копа Америка загубен от Бразилия с 0:1. Във визитката си има още Копа Либертадорес за 1987 г. с отбора на Пенярол, шампионска титла на Аржентина за 1992 г. с Бока Хуниорс както и титла от несъществуващия вече турнир Копа Мастер де Суперкопа за същата година. С младежкия национален отбор на Уругвай до 20 години печели Панамерикански игри през 1983 г. Бил е начело още на европейските Милан, Овиедо, Каляри както и на южноамериканските Велес Сарсфийлд и Депортиво Кали. Един от най-великите треньори на Латинска Америка. През 2010 печели бронзов медал за 4-то място на СП 2010 в Южна Африка, благодарение на „златната ръка“ на Луис Суарес на четвъртфинала с Гана, впоследствие спечелен с дузпи. Уругваецът прави дузпа, като спира топката на голлинията след удар на Доминик Адия с глава. Изгонен е с червен картон, а отсъдената дузпа е изпусната от Асамоа Гиан след удар в напречната греда! През 2011 г. печели Копа Америка начело на Уругвай. Същата година е избран за най-добър треньор на Латинска Америка.

## Успехи
Пенярол
- Копа Либертадорес (1): 1987

 Бока Хуниорс
- Шампион на Аржентина (1): 1992 (Апертура)
- Копа Мастер де Суперкопа (1): 1992

 УругвайU-20
- Панамерикански игри
  - Победител – 1983